# Iordania
Iordania (în arabă Al-'Urdunn, الأُرْدُنّ), oficial Regatul Hașemit al Iordaniei ( arabă المملكة الأردنية الهاشمية, Al-Mamlakah Al-'Urdunniyyah Al-Hāshimiyyah) este o țară arabă din Orientul Apropiat. Se învecinează cu Siria în nord, cu Irak în nord-est, cu Arabia Saudită la est și la sud și cu Israel și Autoritatea Națională Palestiniană la vest. Împreună cu Israelul împarte coasta Mării Moarte și pe cea a Golfului Akaba (Eilat) al Mării Roșii, împreună cu Arabia Saudită, Israel și Egiptul, micul port Akaba fiind singura sa ieșire la mare. Principala religie este islamul de rit sunit. Limba oficială este araba.

## Istorie
Teritoriul Iordaniei, sărac în resurse, dar bogat în istorie, a început să fie menționat în jurul anului 2000 î.Hr. când semiții amoriți s-au stabilit pe malul estic al râului Iordan, în timp ce canaaniții (care aparțineau de filisteni) s-au așezat pe malul vestic al Iordanului. Printre invadatorii și coloniștii care au trecut prin Iordania se numără, în ordine cronologică, anatolienii, egiptenii, israeliții, asirienii, babilonienii, perșii, grecii, caldeenii, romanii, arabii musulmani, cruciații creștini, otomanii și britanicii.

### Acordul Sykes–Picot
În timpul Primului Război Mondial, pentru a submina dominanța otomană din Orientul Apropiat și a prelua sub dominație britanică teritoriile extirpate din trupul omului bolnav (sintagmă care caracteriza Imperiul Otoman în descompunere), Regatul Unit a sprijinit declanșarea revoltelor arabe din anii 1916-1918. Un rol deosebit în unirea unor triburi dispersate în regate ad-hoc cu câte un șeic colaborator cu britanicii, numit peste noapte rege, l-a jucat locotenent-colonelul britanic de informații T. E. Lawrence (1888–1935), mai cunoscut ca Lawrence al Arabiei (în engleză Lawrence of Arabia).. Documentele acordului secret Sykes–Picot, care venea să reglementeze dezideratele colonialiste franceze și britanice în Orientul Mijlociu, au încăput pe mâinile otomanilor (s-a lansat zvonul că după Revoluția Sovietică din 1917 documentele acordului au fost găsite de sovietici în arhivele ministerului de externe al Rusiei și transmise otomanilor în schimbul unor avantaje) au fost transmise șeicilor arabi, fapt care a destrămat marea insurecție arabă anti-otomană organizată de britanici.

În timpul celui de-al II-lea război mondial, Regatul Unit a organizat, instruit și înarmat armata transiordaniană. Sub comanda generalului John Bagot Glubb (Glubb Pașa) și a altor 47 de ofițeri britanici, Legiunea Arabă iordaniană a devenit cea mai performantă, mai bine antrenată și mai utilată forță din zonă.

## Războiul arabo-israelian din 1948
După ce Regatul Unit a fost nevoit, în 1947, să retrocedeze mandatul asupra Palestinei Organizației Națiunilor Unite, ca urmare a hotărârii (Rezoluția 181 din noiembrie 1947) Adunării Generale a ONU de a împărți Palestina între evrei și arabi, „Legiunea Arabă” a fost una dintre cele 6 armate arabe care au invadat Statul Israel nou-format. Conform planurilor regelui Abdullah I, ea a primit ordinul să ocupe - pentru alipirea de Iordania - toată zona de vest a Iordanului (Cisiordania) și Ierusalimul, cu locurile sfinte. Legiunea Arabă s-a angajat în lupte în mai 1948 și a fost singura, dintre toate armatele arabe invadatoare, care a izbutit să-și execute sarcinile în marea lor majoritate.
În urma retragerii mandatului britanic Parlamentul transiordanian l-a proclamat pe Abdullah I al Iordaniei din dinastia beduină hașemită ca primul rege al Regatului Transiordania. Abdullah I și-a încheiat cariera în 1951, fiind împușcat de un arab palestinian pe când ieșea de la rugăciune, în fața Moscheii Al-Aqsa din Ierusalim.
Deoarece fiul lui Abdullah, Talal, avea probleme de sănătate (de natură psihică), a fost numit ca urmaș la tron prințul Hussein, nepotul lui Abdullah și fiul lui Talal.
Acordul de armistițiu arabo-israelian din 1949 menționează afilierea Cisiordaniei, cucerită de iordanieni și redenumită „Malul de Vest” (al Iordanului, în engleză West Bank) Iordaniei, care se unificase politic și geografic cu populația palestiniană din zonă prin „Acordul de la Ierihon” (sau, „A II-a Conferință Arabo-Palestiniană”) din 1 decembrie 1948, și care l-a proclamat pe Abdulah I-ul al Iordaniei Rege al Palestinei.
Guvernul Transiordanian a ratificat această unificare cu palestinienii la 7 decembrie 1948, iar la 13 decembrie Parlamentul transiordanian a votat pentru transformarea «Transiordaniei» în «Regatul Hașemit al Iordaniei», regele Abdullah devenind Rege al Iordaniei. Unificarea a fost definitivată de noua Adunare Națională Iordaniană formată la 24 aprilie 1950 din 20 de reprezentanți ai malului de Est al Iordanului și 20 de reprezentanți ai malului de Vest. Actul de unificare conținea și o clauză protectivă care venea să asigure drepturile arabe asupra întregului teritoriu arab (clauza includea și teritoriul Israelului).. Numai Regatul Unit a recunoscut oficial această unire. Pakistanul a susținut adesea că a recunoscut și el această unire, deși faptele dovedesc contrariul Mai multe state, inclusiv SUA au menținut consulate „atașate Iordaniei”, pe teritoriul Ierusalimului de Est, fapt care poate fi considerat ca un fel de recunoaștere de facto Această stare de ambiguitate a fost perpetuată de împotrivirea multora dinte statele arabe

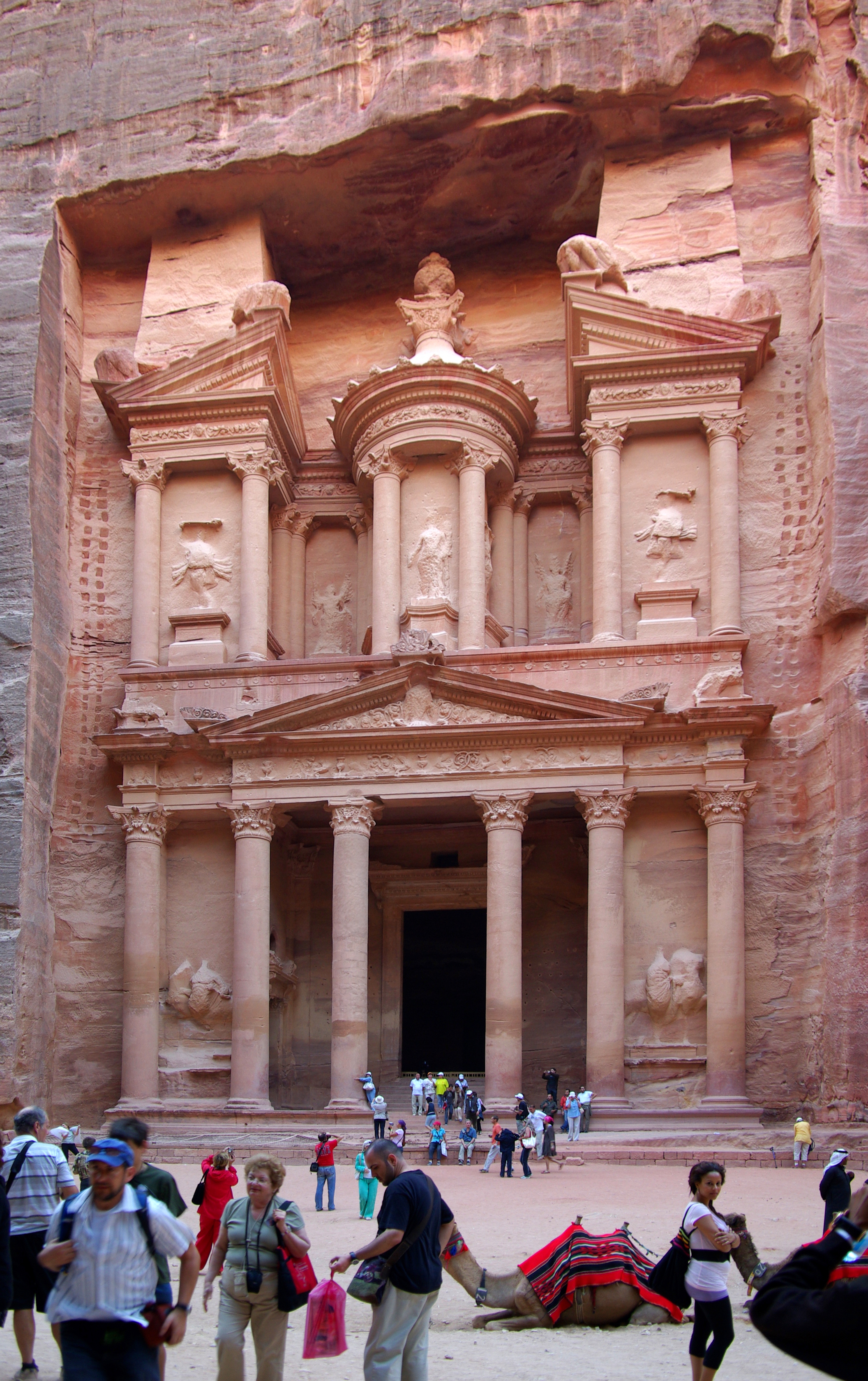
Petra, oraș antic, una din cele Șapte noi minuni ale lumii

Ulterior, surse legate de Liga Arabă și iordaneze au căutat să prezinte acest document ca o garanție că „Malul de Vest” a fost preluat de Iordania provizoriu, în custodie, pentru a se putea crea un stat palestinian

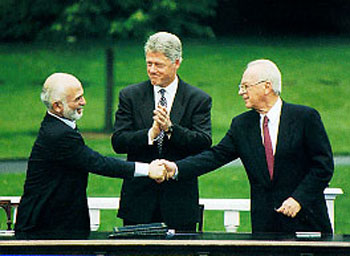
Bill Clinton, Ițhak Rabin și regele Hussein la semnarea tratatului de pace israeliano-iordanian

După S. R. Silverburg afirmațiile precum că Pakistanul ar fi recunoscut și el alipirea Cisiordanei erau false. Thomas Kuttner constată că recunoașterea de facto a fost cel mai clar evidențiată prin menținerea de consulate în Ierusalimul de Est de către mai multe țări, inclusiv Statele Unite.

## Patrimoniu
Între 1985-2011 pe lista patrimoniului mondial UNESCO au fost incluse 4 obiective culturale sau naturale din Iordania.
- Ruinele orașului Petra[24]
- Cetatea Qusayr 'Amra[25]
- Situl arheologic de la Umm ar-Rasas[26]
- Zona protejată Wadi Rum[27]

Din anul 2005 tradițiile culturale ale beduinilor din zona Petra și Wadi Rum figurează pe lista patrimoniului cultural imaterial al umanității UNESCO.

## Diviziuni administrative

### Guvernorate

Harta guvernoratelor Iordaniei

Iordania este împărțită administrativ în 12 guvernorate (muhafazah), care la rândul lor sunt împărțite în 52 de nawahi.
Cele 12 guvernorate sunt:
- Amman
- Balqa
- Zarqa
- Madaba
- Irbid
- Jerash
- Ajloun
- Mafraq
- Aqaba
- Karak
- Ma'an
- Tafilah

## Geografie

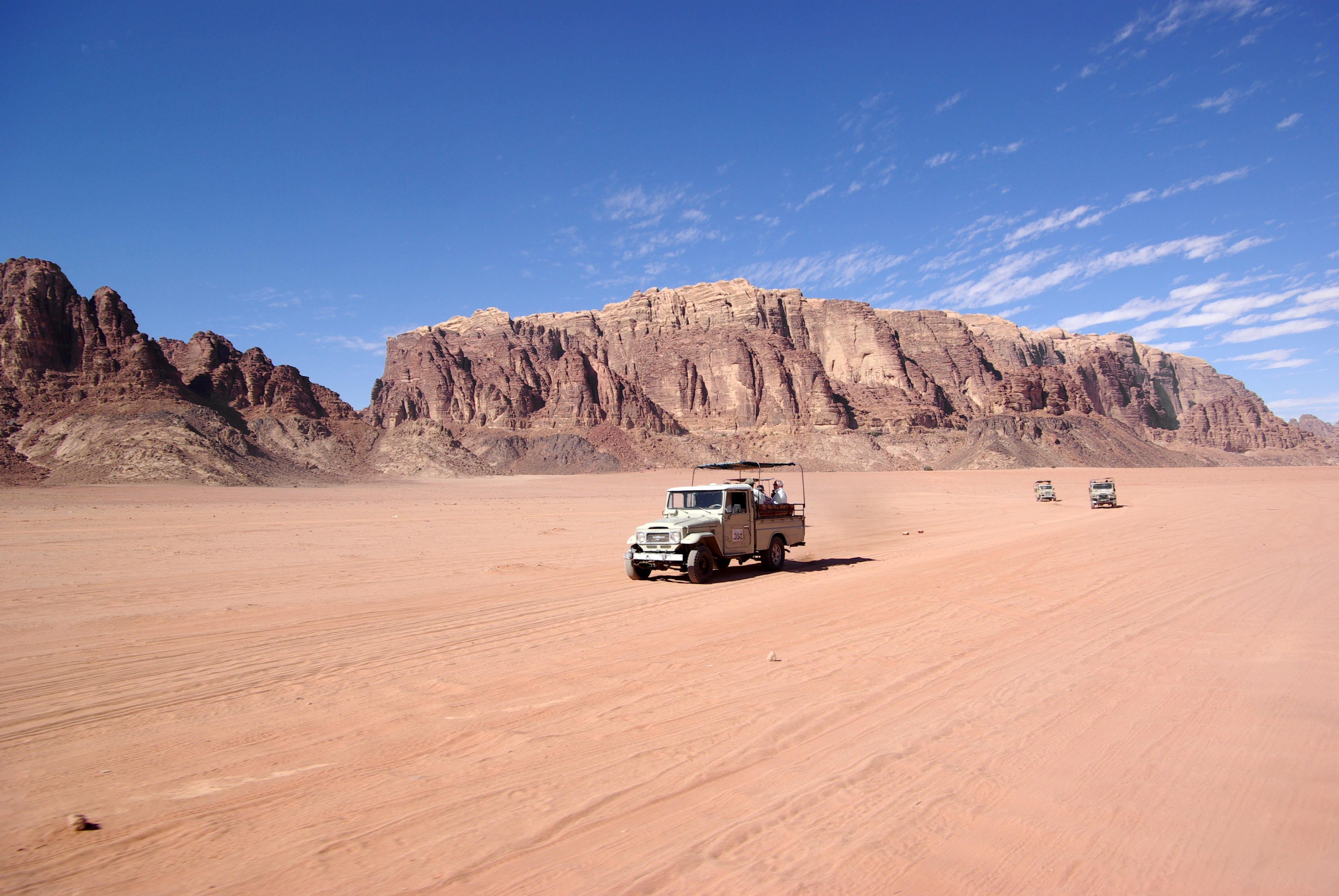
Wadi Rum

Iordania, situată în nord-vestul Peninsulei Arabice, este o țară cu o proporție mare de deșert și poate fi împărțită, de la vest la est, în trei peisaje majore. Riftul Iordanului, care se întinde de la nord la sud, atinge la Marea Moartă cel mai adânc punct uscat de pe suprafața pământului (425 m sub nivelul mării). Valea Marelui Rift continuă spre sud, peste Golful Akaba în Marea Roșie. Aici țara are acces la ocean printr-o fâșie de coastă îngustă în jurul orașului Aqaba. Țara muntoasă a Iordaniei de Est se înalță într-un zid accidentat, zimțat peste Riftului Iordanului. Acest pliu muntos atinge 1754 de metri pe Jabal Ram (al doilea cel mai înalt munte din țară după Jabal Umm ad-Dami, lângă Akaba) și este împărțit prin mai multe platouri. Partea de nord este formată din Munții Galaad, pe ale căror platouri se află orașele Amman, Zarqa și Irbid. Pământurile deșertice adiacente regiunii muntoase din est ocupă aproximativ două treimi din Iordan.
Singura graniță naturală a Iordaniei este râul Iordan, care împarte teritoriul în Malul de vest al Iordanului (Cisiordania) și Malul de est (Transiordania). Celelalte granițe, la nord, cu Siria, la est, cu Irakul și la sud-est, cu Saudia, au fost trasate cu rigla, după bunul plac și interesele colonialiste cuprinse în Acordul Sykes–Picot.

## Economie
Economia Iordaniei

## Demografie

### Populația

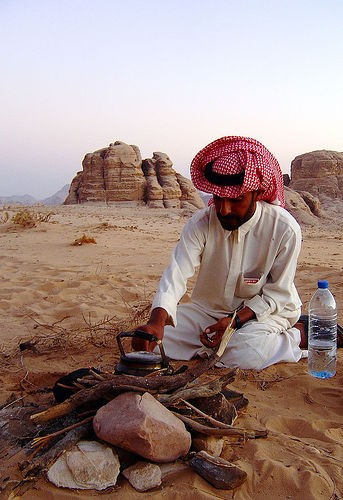
Beduin din zona Wadi Rum

Populația Iordaniei se împarte în:
- 99,2% arabi, dintre care peste 80% musulmani suniți. Aproape 80% dintre arabi se autoidentifică a fi palestinieni, iar elita conducătoare militară și politică este în mare parte beduină (beduinii reprezentând circa 20% din populație), ca și dinastia hașemită iordaniană.
- 0,5% cerchezi
- 0,1% armeni
- 0,1% turci
- 0,1% kurzi .
Comunitatea creștină din Iordania a scăzut de la 20% la aproximativ 3% în decurs de 100 de ani, de la sfârșitul secolului al XX-lea.

### Refugiații irakieni
În urma Războiului din Golf (1991) s-au refugiat în Iordania și circa 200.000 de refugiați irakieni.